# Pirotehnika
Pirotehnika (lat. pyrotechnica, grč. πῦρ, vatra + τεχνικός, vješt) je stvaranje i iskorištavanje posebnih učinaka i proizvoda koji nastaju pri egzotermnim reakcijama među sastojcima pirotehničke smjese. Takva smjesa uključuje gorivi sastojak (magnezij, aluminij, cirkonij i drugi metali u prahu, metalni hidridi, ugljikovodici, ugljikohidrati itd.), oksidans (nitrati, klorati, perklorati, oksidi, peroksidi, kromati i sl.), vezivni sastojak (prirodne i sintetske smole, dekstrini) te aditive i konzervanse, koji pri izgaranju daju poseban učinak.

U početku su se pirotehničke smjese rabile ponajprije u vojne svrhe, pa je npr. Grčka vatra bila moćno oružje Bizantskoga Carstva. No s vremenom su se počele primjenjivati i u druge svrhe. S obzirom na namjenu, odnosno učinak koji stvaraju, prirotehničke smjese mogu se rabiti kao:
- sredstva za stvaranje svjetlosnih efekata (osvjetljavajuća, signalna, s obojenom svjetlošću, itd.),
- sredstva za stvaranje dimnih efekata (maskirni i obojeni dim),
- sredstva za stvaranje plina i topline (termitne smjese),
- sredstva za stvaranje zvučnih efekata (petarde, topnički (topovski) udari, simulatori, itd.).

## Vanjske poveznice
- Pirotehnika Hrvatska tehnička enciklopedija, portal hrvatske tehničke baštine. LZMK